# Sandoer Tor
Das Sandoer Tor, in älteren Quellen auch Sandosches Tor genannt, war ein Stadttor der mittelalterlichen Befestigung von Luckau im heutigen Landkreis Dahme-Spreewald in Brandenburg. Es befand sich an der westlichen Ausfallstraße in Richtung des Dorfes Sando und markierte den Zugang zur gleichnamigen Sandoer Vorstadt.

## Geschichte
Der Name des Tores geht auf das westlich gelegene Dorf Sando zurück. In historischen Stadtplänen und Schriftquellen wird es als Sandosches Tor oder Sandoer Thore bezeichnet. Der Torbau aus Backstein entstand um die Wende vom 13. zum 14. Jahrhundert und war Teil des städtischen Verteidigungssystems. Auf der Ostseite der Stadt befand sich als Gegenstück das Calauer Tor.
Vor dem Tor stand im 18. Jahrhundert eine kursächsische Postmeilensäule, die um 1736 errichtet wurde. Sie ging während der Befreiungskriege im Jahr 1813 verloren. Nach einer denkmalpflegerischen Rekonstruktion wurde 2023 am historischen Standort eine neue Säule aufgestellt.
Im Jahr 1860 wurde die Passage am Sandoer Tor verbreitert, wozu Teile der angrenzenden Stadtmauer abgetragen wurden.

## Architektur und heutiger Zustand
Das Tor war als Backsteinbau in die Stadtmauer integriert. Der Zugang lag ursprünglich erhöht, wie bei mittelalterlichen Wehrtoren üblich, und konnte nur über eine Leiter oder Brücke erreicht werden. Heute sind lediglich Reste des Tores erhalten, die unter Denkmalschutz stehen.

## Umgebung

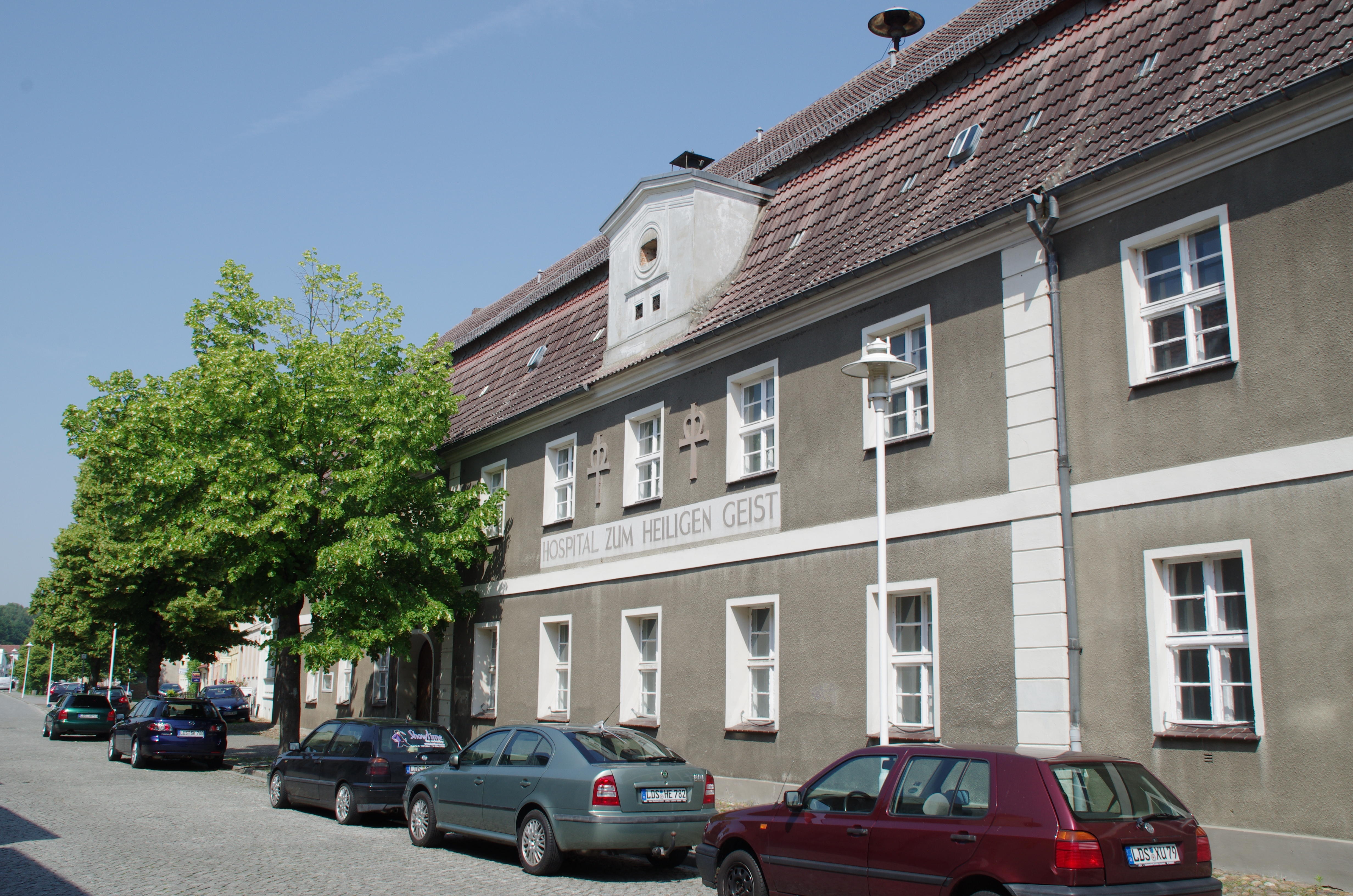
Lindenstraße 22 Hospital Luckau

Vor dem Sandoer Tor befand sich ein städtisches Hospital, das nach Zerstörungen im Dreißigjährigen Krieg im Jahr 1727 neu errichtet wurde. Der Bereich gehört heute zu den Stationen des touristischen „Napoleon-Rundgangs“ in Luckau.